# 1923년 코파 델 레이 결승전
1923 코파 델 레이 결승전(스페인어: La Final de la Copa del Rey de 1923)은 스페인의 컵대회인 코파 델 레이의 21번째 결승전이다. 이 경기는 1923년 5월 13일, 바르셀로나의 레스 코르츠에서 열렸다. 아틀레틱 빌바오가 에우로파를 1–0으로 이기면서 통산 9번째 우승을 거두었다.

## 상세 경기 정보
| 아틀레틱 빌바오 | 1 – 0 | 에우로파 |
| --------------- | ----- | -------- |
| 트라비에소      |       |          |

| 아틀레틱 · 빌바오 | 에우로파 |

| 아틀레틱 빌바오: |    |                            |
|                  |    |                            |
| GK               | 1  | 마누엘 비달                |
| DF               | 2  | 알베르토 두냐베이티아      |
| DF               | 3  | 도밍고 고메스-아세도       |
| MF               | 4  | 사비노 빌바오              |
| MF               | 5  | 헤수스 라사라              |
| MF               | 6  | 호세 도밍고 레가레타       |
| FW               | 7  | 헤르만 에체베리아          |
| FW               | 8  | 펠릭스 세수마가            |
| FW               | 9  | 마누엘 로페스 "트라비에소" |
| FW               | 10 | 카르멜로 고예네체아        |
| FW               | 11 | 치리 1호                   |
| 감독:            |    |                            |
| 프레드 펜틀랜드  |    |                            |

| 에우로파: |    |                       |
|           |    |                       |
| GK        | 1  | 후안 보르도이         |
| DF        | 2  | 페드로 세라           |
| DF        | 3  | 카밀로 비달           |
| MF        | 4  | 하비에르 보네트       |
| MF        | 5  | 에스테반 펠라오       |
| MF        | 6  | 프란시스코 아르티수스 |
| FW        | 7  | 후안 페이세르         |
| FW        | 8  | 호세 훌리아           |
| FW        | 9  | 마누엘 크로스         |
| FW        | 10 | 후안 올리베야         |
| FW        | 11 | 안토니오 알카사르     |
| 감독:     |    |                       |
| 랠프 커비 |    |                       |

| 코파 델 레이 1923 우승     |
| -------------------------- |
| 아틀레틱 빌바오 9번째 우승 |